# Воут, Ченс Милтон
Ченс Ми́лтон Во́ут (англ. Chauncey Milton Vought; 26 февраля 1890, Лонг-Айленд, Нью-Йорк, США — 25 июля 1930, Саутгемптон, Лонг-Айленд) — американский авиаконструктор, пионер авиации. Основатель авиастроительной фирмы Vought.

## Биография
Родился 26 февраля 1890 года на Лонг-Айленде. Учился в Институте Пратта, Нью-Йоркском и Пенсильванском университетах. Умер от заражения крови 25 июля 1930 года.
В 1989 году его имя занесено в Национальный зал славы авиации (англ. National Aviation Hall of Fame).